# 四十四田ダム

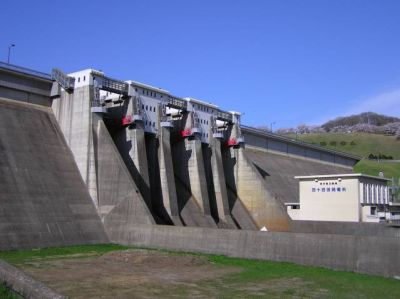
重力式コンクリートダム部と、その直下の四十四田発電所

四十四田ダム（しじゅうしだダム）は、岩手県盛岡市上田字松屋敷、一級河川・北上川本川上流部に建設されたダムである。
国土交通省東北地方整備局が管理する特定多目的ダムで、北上川上流改定改修計画に基づいて計画された「北上川五大ダム」の第四番手として東北地方最大の大河・北上川本流に建設された唯一のダムでもある。堤高50.0m、型式は重力式コンクリートダムとアースダムが複合したコンバインダムである。北上川の治水と水力発電を目的に建設された。ダム湖は南部片富士湖（なんぶかたふじこ）と呼ばれる。

## 沿革
1941年（昭和16年）の「北上川上流改修計画」による田瀬ダム（猿ヶ石川）建設に端を発する北上川総合開発は、戦後1947年（昭和22年）の石淵ダム（胆沢川）建設で再開された。1949年（昭和24年）には経済安定本部の諮問機関・河川調査会の発案による「河川改訂改修計画」を受け北上川もカスリーン台風・アイオン台風における出水を参考とした「北上川上流改訂改修計画」が定められ、更に1954年（昭和29年）「国土総合開発法」によって北上川流域は「北上特定地域総合開発計画」事業の指定を受け、上流から下流まで全域で河川総合開発が強力に推進された。
この総合開発の一環として、北上川水系に5つのダムを建設する「北上川5大ダム」計画が「北上川総合開発事業」（KVA）の中核事業として計画された。四十四田ダムは第4番目として着手された。当初は上流の同市渋民地点にダム建設は計画されていたが、貯水容量や水没物件の点に問題があったため、現在の四十四田地点に変更になった経緯がある。また、この「五大ダム」は2021年に「北上川上流総合開発ダム群」として、土木学会選奨土木遺産に選ばれる

## 型式
型式は重力式コンクリートダムであるが、両岸の岩盤が弱いために両岸脇をアースダムとして施工し中央を重力式としたため、結果としてコンバインダムとなっている。コンバインダムは全国的に見ても北上川水系に多く、四十四田ダムの他は御所ダム、石羽根ダム（和賀川）、衣川二号ダム（南俣川）がある。
建設当時の北上川は、上流の松尾鉱山からの坑内水・硫黄によって強酸性の河水が流れており、ダムサイトにおけるpHは4.0であった。従って、河川工作物も酸性水に耐えるための材質が絶対条件であり、建設に使うコンクリートは酸性水に耐えられるフライアッシュセメントを使用。また放流により終始河水にさらされる越流部・導流部はタールエポキシ樹脂系の塗料を使い酸に耐える対策を施した。さらに水門については、通常の鋼材ではなく耐酸性に優れたステンレス、ステンレスクラッド鋼を使用し強酸に対処した。
目的はダム地点における計画高水流量（計画された限界の洪水流量）毎秒1,350トンを毎秒700トンへ低減（毎秒650トンのカット）させる洪水調節、及び岩手県企業局が管理する四十四田発電所による認可出力15,100kWの水力発電である。このほか酸性水を軽減させる機能を有しており、鉱山からの毒水も減った事から近年では農業用水に使用できるまで北上川の水質は改善されている。
ダム右岸の盛岡市下厨川字四十四田地区には北上川5大ダムを総合的に管理する（国交省東北地方整備局管内）北上川ダム統合管理事務所があり、北上川水系に建設されているほかの四ダム（胆沢・田瀬・湯田・御所）を一括して統合管理しており、北上川治水の中枢として重要な役割を担っている。

## 南部片富士湖

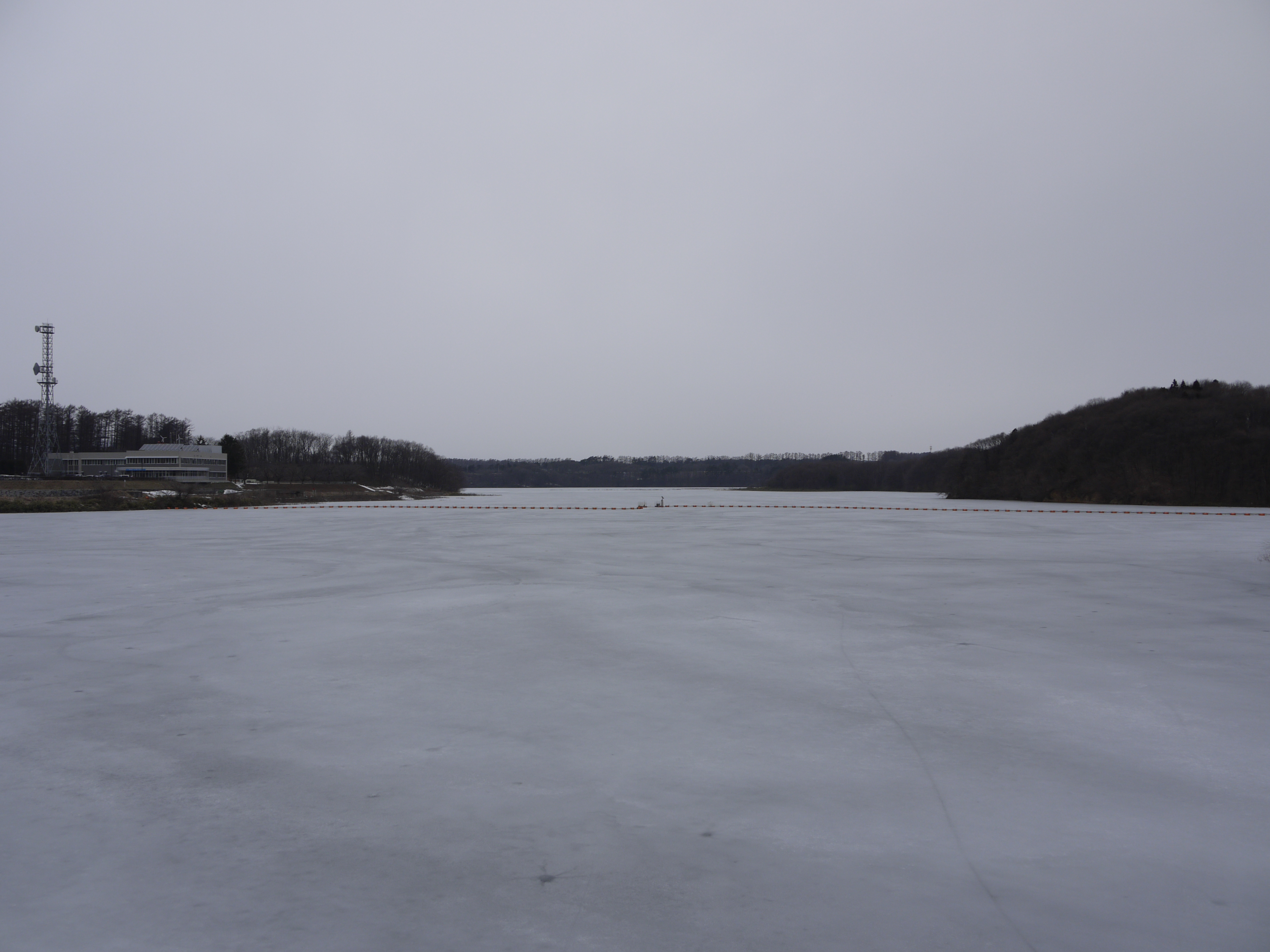
南部片富士湖（2010年3月）

ダム湖は「南部片富士湖」と呼ばれるが、これは通称「南部片富士」と呼ばれる岩手山を正面に見ることができるため、1969年（昭和44年）に盛岡市観光協会が命名した。盛岡市街地から北へ約6kmの位置にあり、市民の憩いの場ともなっている。ダム天端から湖側を望むと、眼前には岩手山の雄姿を望むことができ、晴天の日には特に見事な眺望を見せる。また、ダムより北へ進むとかつてのダム予定地であった渋民に至る。石川啄木所縁の地として有名である。
ダムへはJR東北新幹線・盛岡駅、またはIGRいわて銀河鉄道・厨川駅下車。車で行く場合は東北自動車道・盛岡インターチェンジより国道46号を東進、その後県道220号（旧国道4号）〜国道4号を渋民方面へ北進し茨島跨線橋南のハーフインターチェンジを四十四田方面（IGR線と平行する市村道）へ走行し、その後右折する。（国道46号東進後）盛岡市上田四丁目十字路より盛岡市道上田深沢線を松園ニュータウン方面へ進み手前の東黒石野十字路を右折するルートや、滝沢インターチェンジより岩手県立大学前を経由し、前述のIGR線と平行する市村道に至るルートもある。なおダムサイト両端には車止めが設置されており、ダム上は歩行者と自転車のみ通行可能。

## ギャラリー

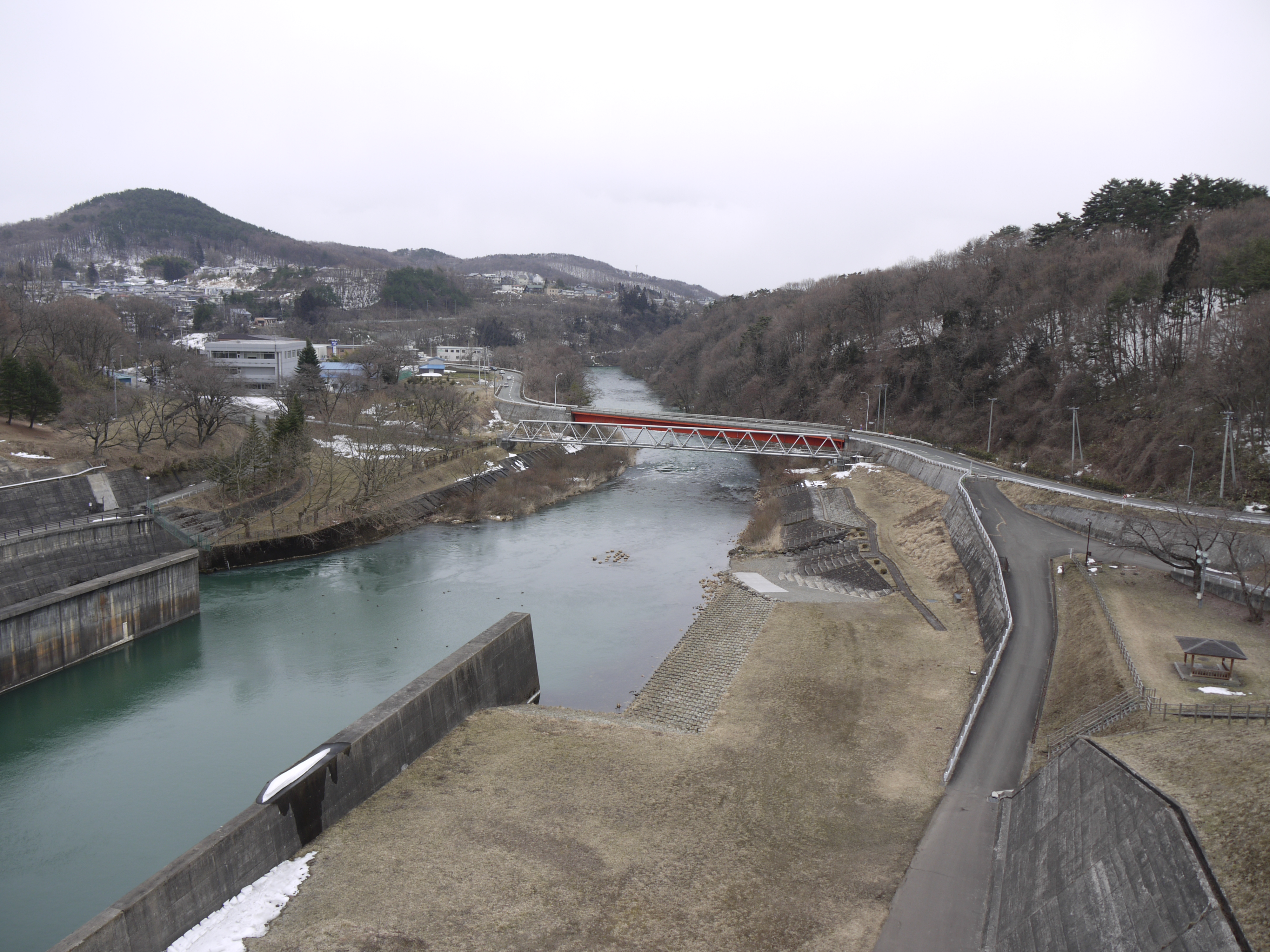
ダム堤体から下流を望む（2010年3月）
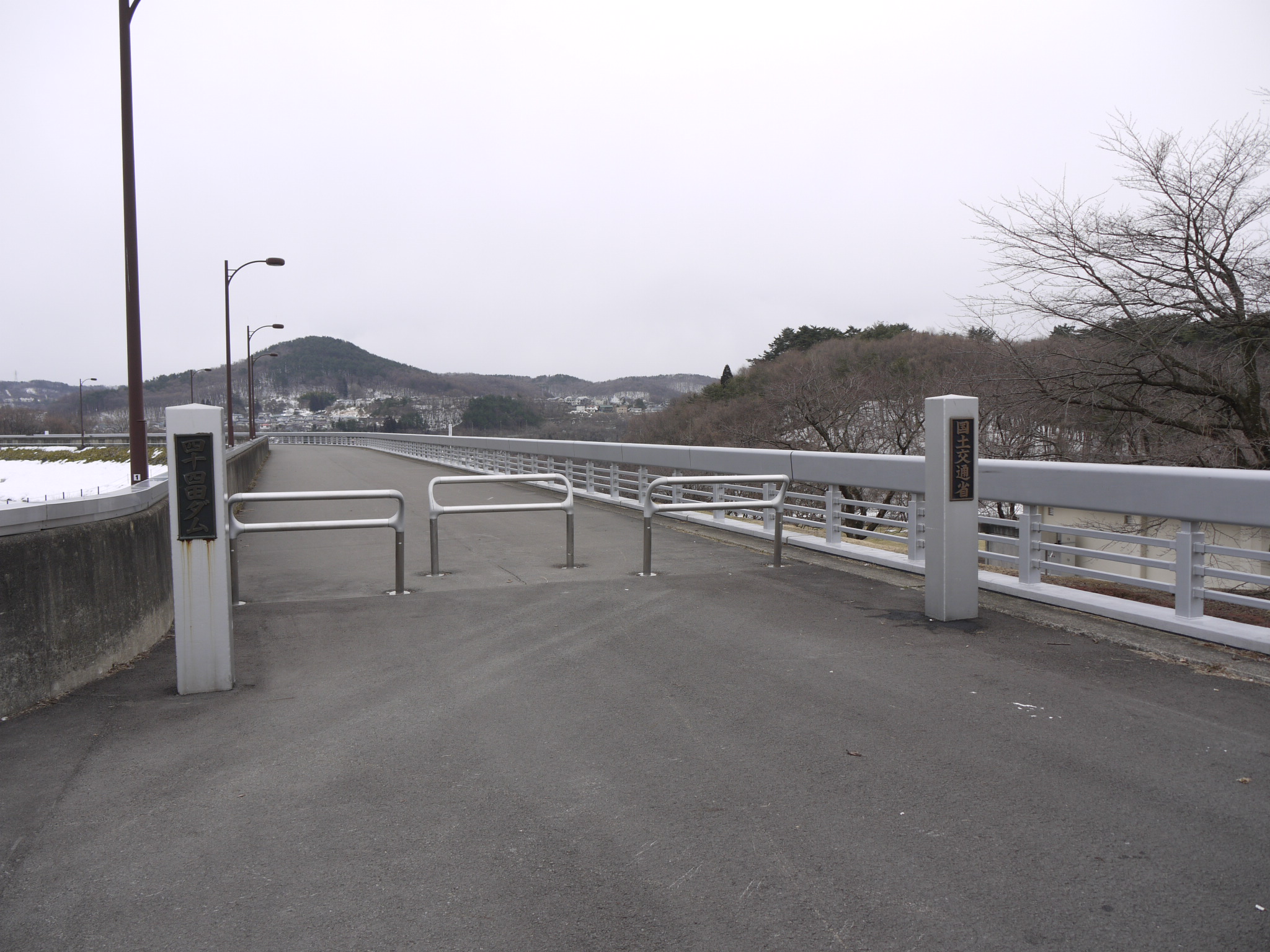
天端は道になっていて歩くことができる（2010年3月）
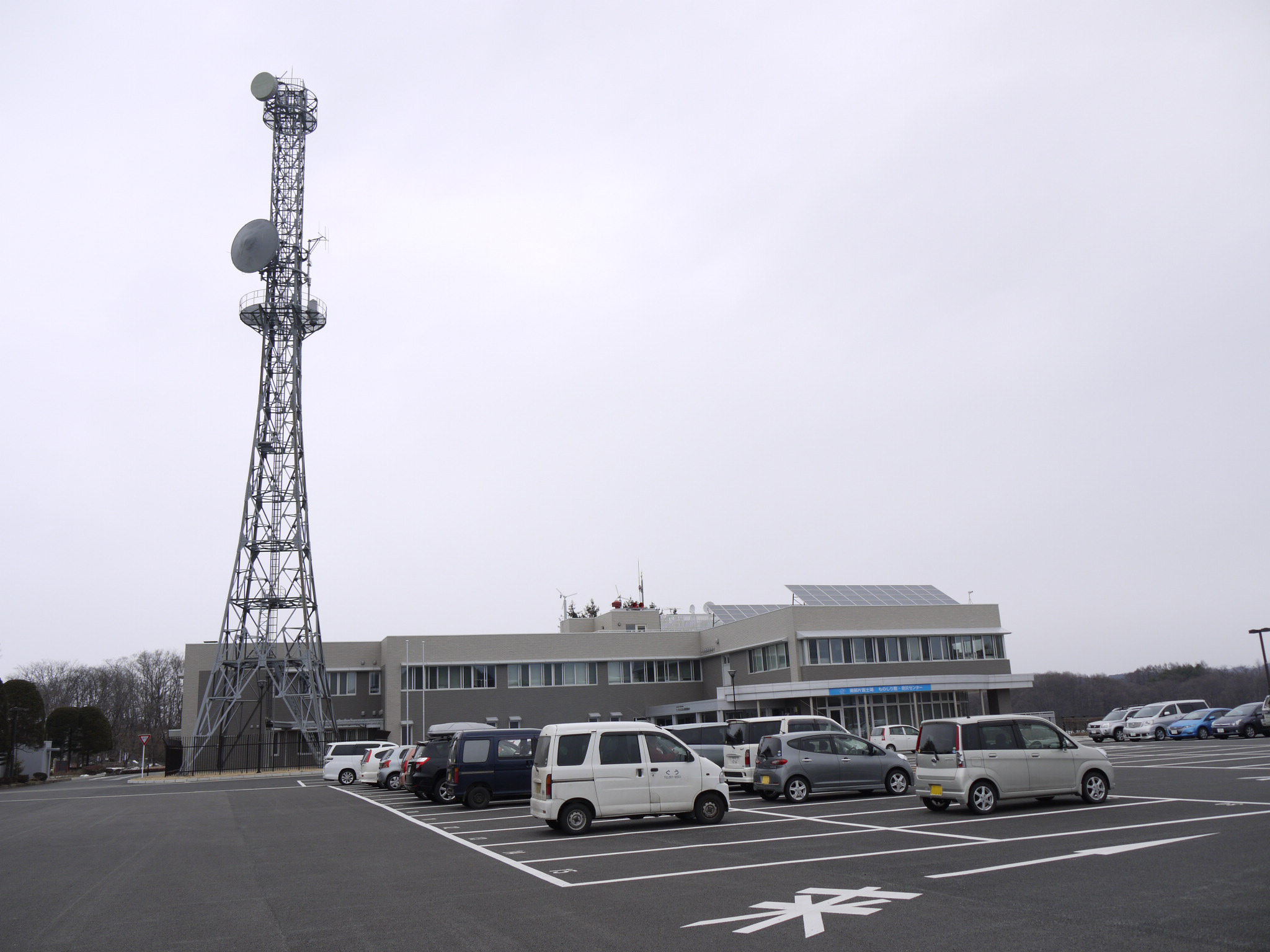
北上川ダム統合管理事務所（2010年3月）
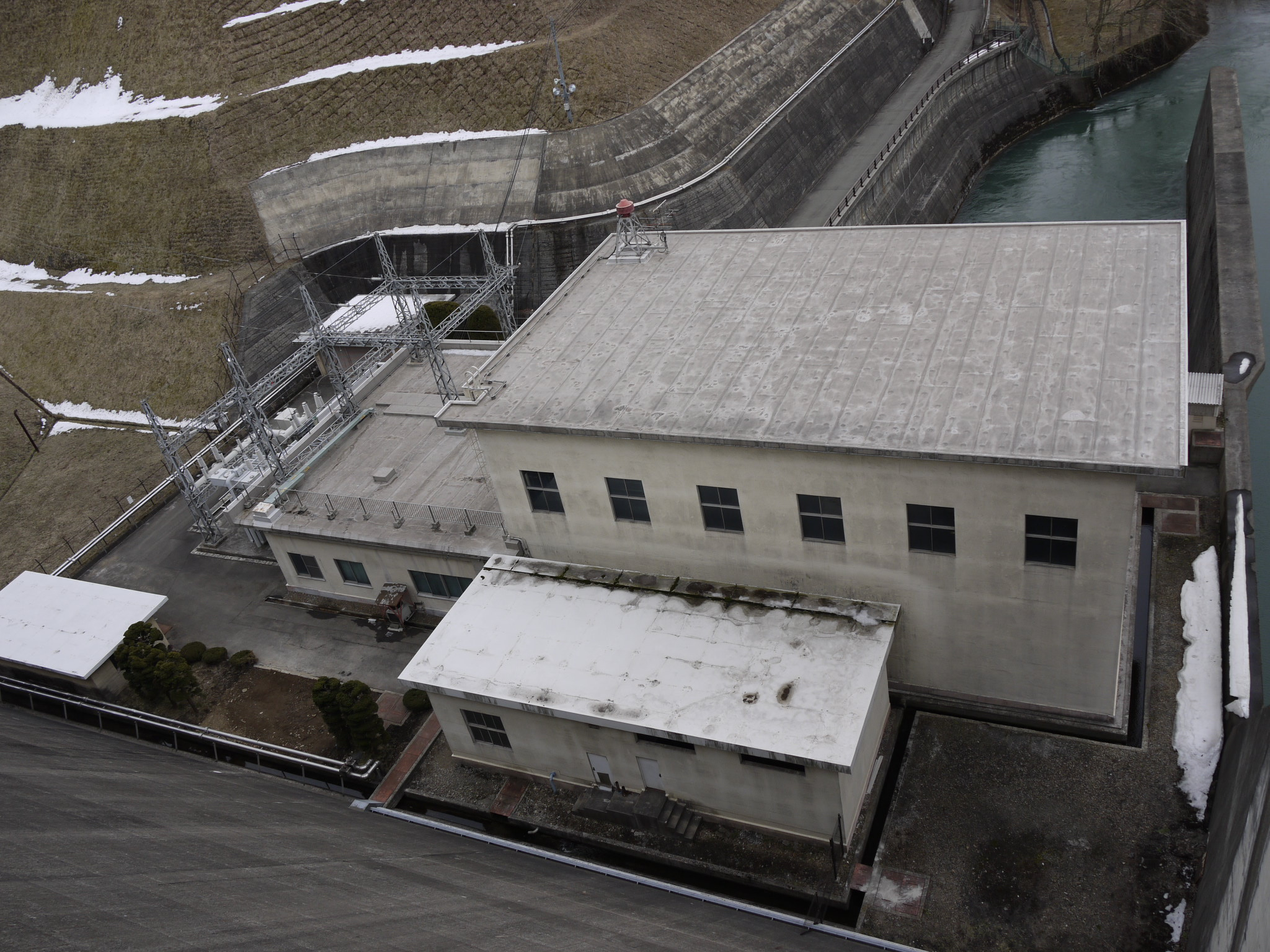
四十四田発電所（2010年3月）
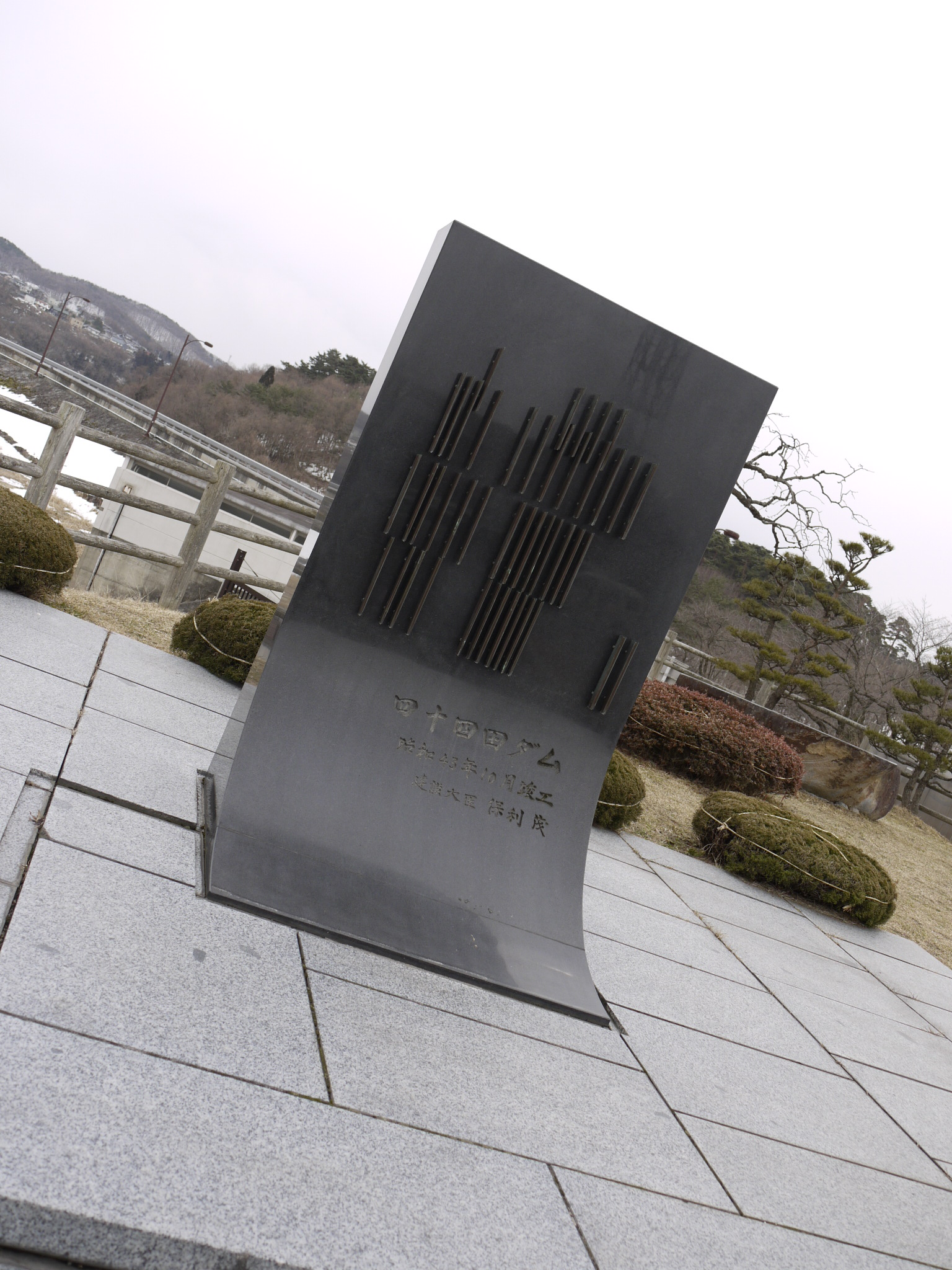
石碑（2010年3月）
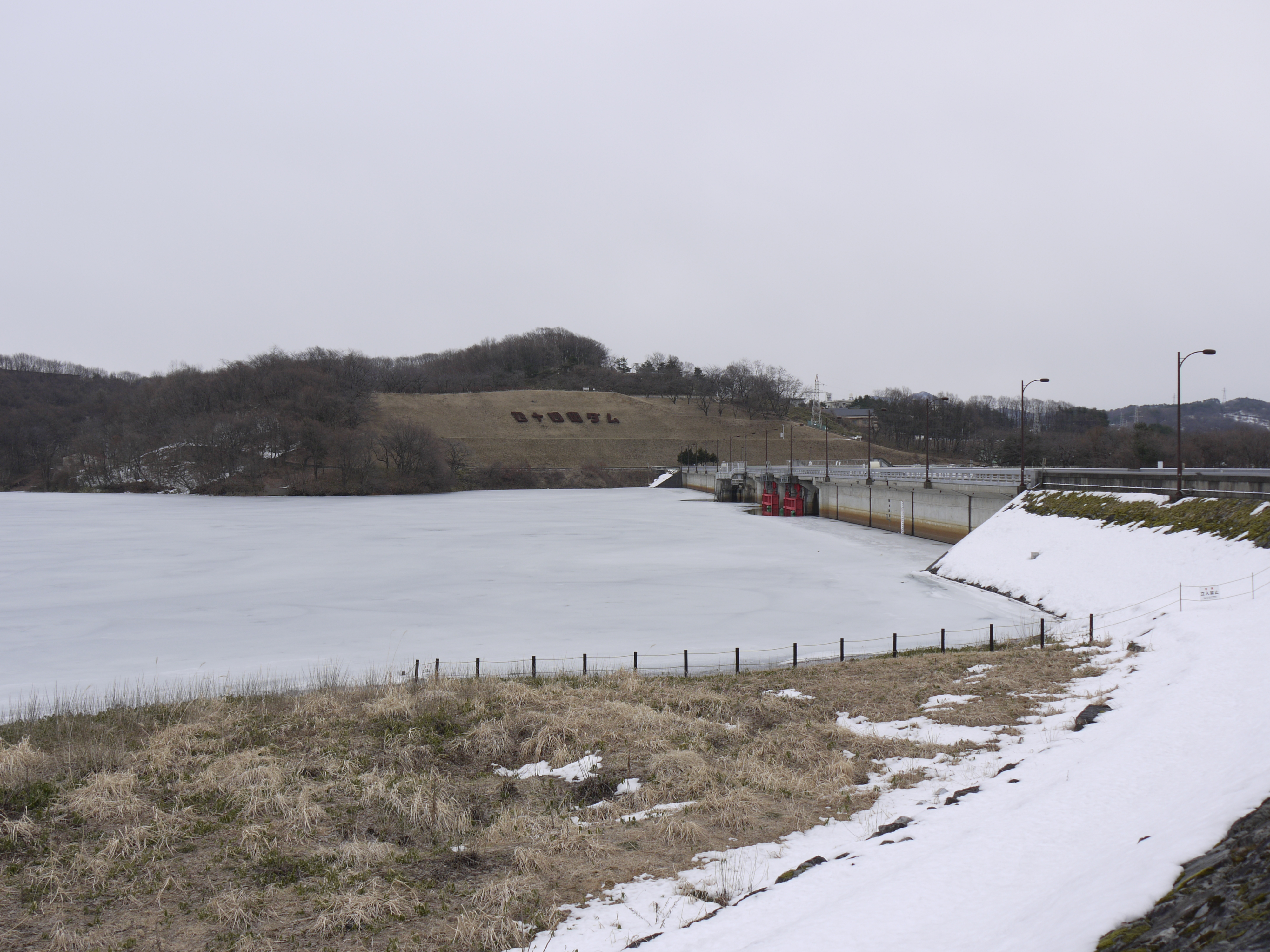
ダム堤体のダム湖側の様子（2010年3月）
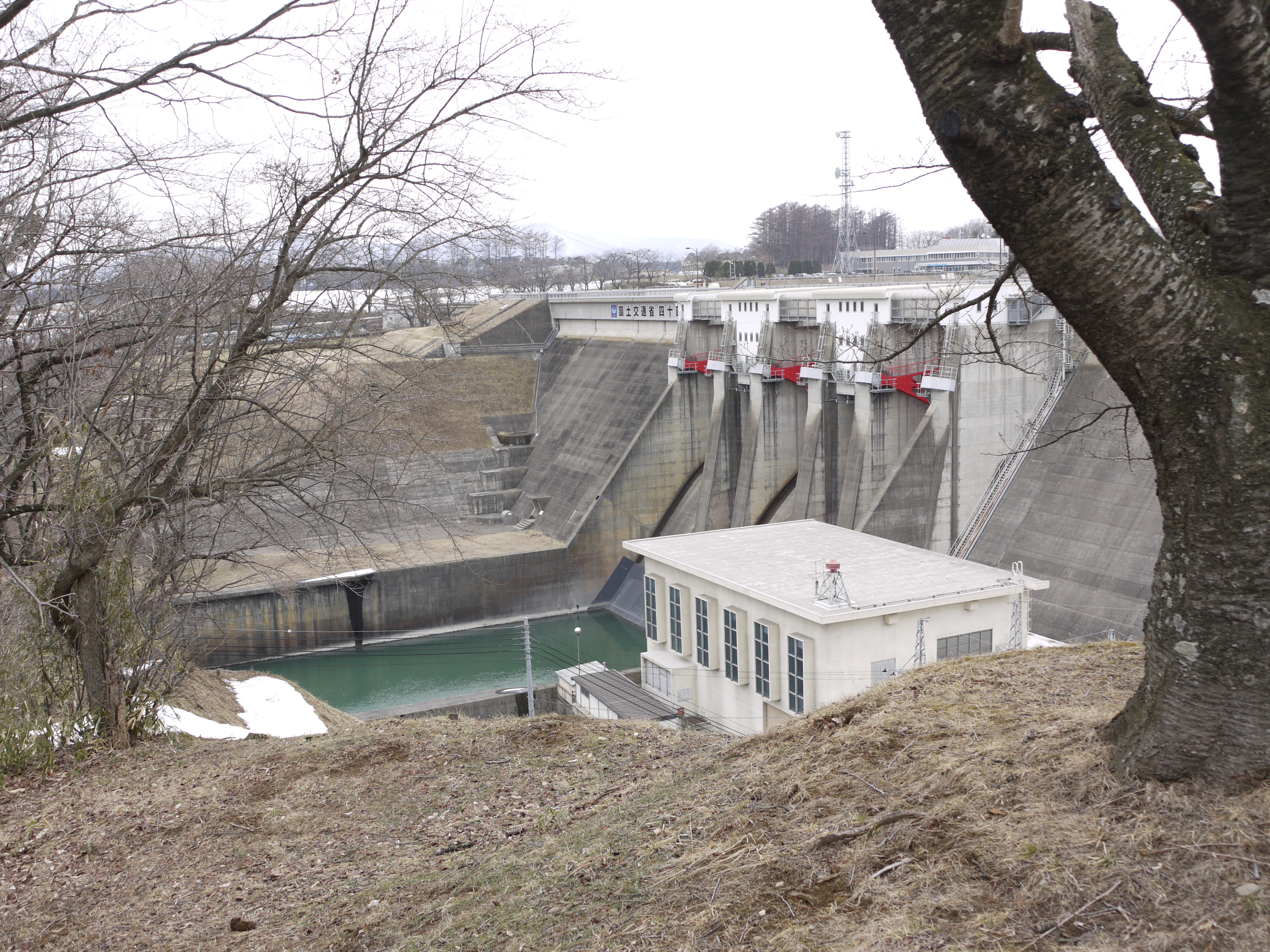
ダム堤体と四十四田発電所（2010年3月）